# Nadine Rohr
Nadine Glauser-Rohr (* 29. Juni 1977) ist eine ehemalige Schweizer Leichtathletin. Ihre Spezialdisziplin war der Stabhochsprung. Sie ist zweifache Medaillengewinnerin an Universiaden und mehrfache Schweizer Meisterin.
Rohr startete für den ST Bern, ihr Trainer war Raynald Mury. Nadine Rohr ist ausgebildete Primarlehrerin.
Wegen eines Teilriss der Patellarsehne musste Rohr auf die Saison 2006 verzichten. Im Dezember 2008 gab sie ihren Rücktritt vom Spitzensport bekannt, 2009 wurde sie Mutter einer Tochter.

## Erfolge
- 1999: Schweizer Meisterin
- 2000: Schweizer Meisterin
- 2002: Schweizer Meisterin; Schweizer Hallen-Meisterin; Teilnehmerin Europameisterschaften
- 2003: 3. Rang Universiade; Schweizer Meisterin; Schweizer Hallen-Meisterin
- 2004: Schweizer Meisterin; Schweizer Hallen-Meisterin; Teilnehmerin Olympische Spiele
- 2005: 2. Rang Universiade; Schweizer Meisterin; Schweizer Hallen-Meisterin; Teilnehmerin Weltmeisterschaften
- 2006: Schweizer Hallen-Meisterin
- 2008: Schweizer Meisterin

## Persönliche Bestleistungen
- Stabhochsprung: 4,40 m, 2. August 2008 in Freiburg im Üechtland
- Stabhochsprung Halle: 4,30 m, 26. Februar 2006 in Magglingen

| Personendaten    | Personendaten                             |
| ---------------- | ----------------------------------------- |
| NAME             | Rohr, Nadine                              |
| ALTERNATIVNAMEN  | Glauser-Rohr, Nadine (vollständiger Name) |
| KURZBESCHREIBUNG | Schweizer Leichtathletin                  |
| GEBURTSDATUM     | 29. Juni 1977                             |